# Église Saint-Vincent de Réaux
L'église Saint-Vincent est une église de style roman saintongeais située à Réaux en Saintonge, dans le département français de la Charente-Maritime en région Nouvelle-Aquitaine.

## Historique
L'église Saint-Vincent de Réaux fut construite en style roman au XIIe siècle et remaniée au XVe siècle.

## Protection
L'église Saint-Vincent fait l'objet d'une inscription au titre des monuments historiques depuis le 13 mars 1935.